# Astrid Munthe de Wolfe
Astrid Fanny Louise Munthe de Wolfe, folkbokförd de Wolfe, ogift Munthe, född 27 mars 1926 i Stockholm, är en svensk målare. Hon är dotter till Alf Munthe och Torun Munthe.
Astrid Munthe de Wolfe har studerat vid Konstakademierna i Stockholm och Oslo. Hon har varit styrelseledamot i Konstnärernas riksorganisation. Intensitet och färg präglar hennes figurmålningar, landskap och stilleben. Hon finns representerad vid Moderna museet  i Stockholm samt Kalmar konstmuseum, Statens konstråd och Riksdagshuset.
Åren 1947–1986 var hon gift med konstnären Ronald de Wolfe (1920–2011) och deras söner är musikern Lorne de Wolfe (född 1948) och båtkonstruktören Lynn Munthe (1951–1985).